# Léopold Chiron

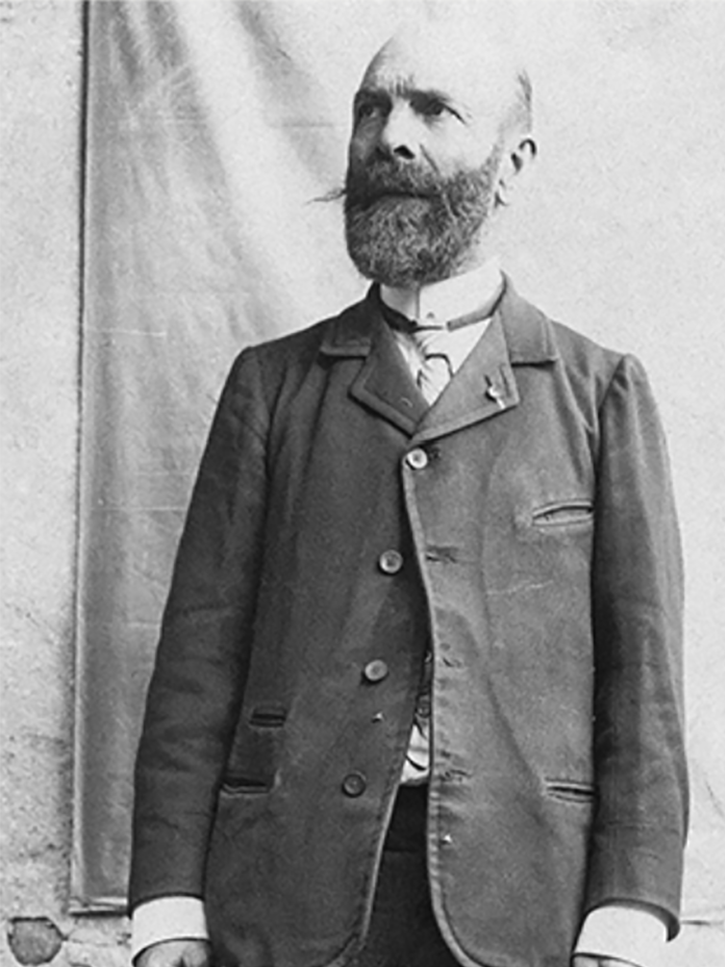
Léopold Chiron
(etwa 1905–1910)

Léopold Laurent Chiron (* 11. Juli 1845 in Saint-Marcel-d’Ardèche, Ardèche; † 30. September 1916 in Saint-Julien-de-Peyrolas, Gard) war ein französischer Lehrer, Fotograf und Pionier der französischen Urgeschichtsforschung. Er entdeckte 1876 in der Grotte Chabot erstmals in Westeuropa jungpaläolithische Parietalkunst in Form von Gravierungen.

## Leben

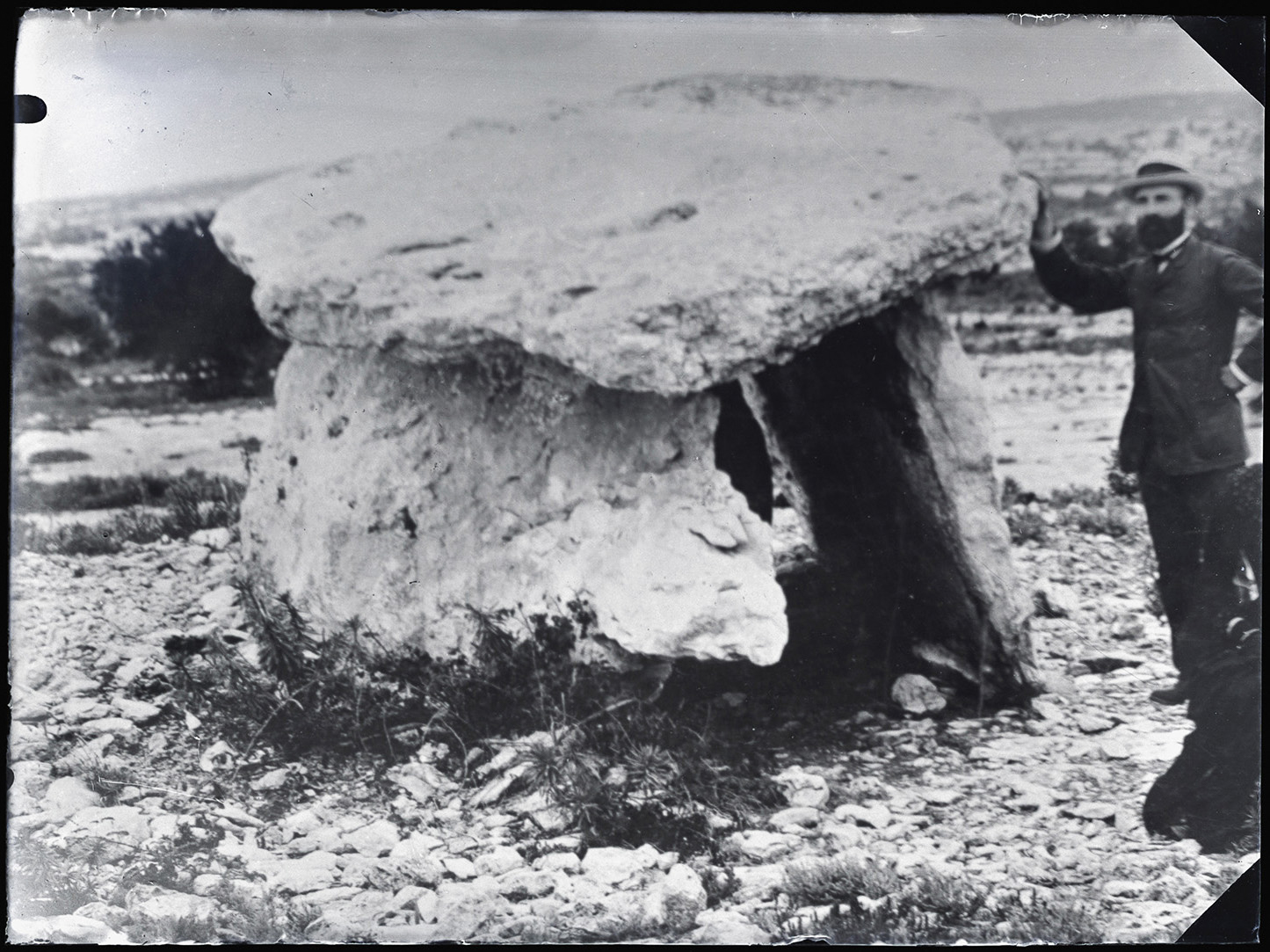
Léopold Chiron am Dolmen du Pradinas

Léopold Chiron kam am 11. Juli 1845 als Sohn des Schlossers Laurent Chiron und dessen Frau Léopoldine in der südfranzösischen Kleinstadt Saint-Marcel-d’Ardèche zur Welt.
Nach dem Besuch der Schule Ecole Normale d’Instituteurs in Privas trat er im Oktober 1866 in der Gemeinde Saint-Maurice-d’Ibie seine erste Stelle als Lehrer an. Im Jahr darauf wurde er an die öffentliche Schule in Saint-Martin-d’Ardèche versetzt.
Chiron heiratete am 3. Februar 1870 Elise Deloule. Ihre erste gemeinsame Tochter Berthe Léopoldine Denise verstarb am 2. Dezember 1872 im Alter von fünf Monaten. Die zweite Tochter Laurentine Alix Marie kam am 15. August 1877 in Saint-Martin-d’Ardèche zur Welt († 1972). Aus ihrer Ehe mit Laurent Varvier gingen die Töchter Laure (1906–1998) und Lucette (1909–?) hervor.
Ab September 1879 unterrichtete Chiron an der Hochschule von Bourg-Saint-Andéol und drei Jahre später in Saint-Paul-le-Jeune. Von 1884 bis zu seiner Pensionierung 1905 lehrte er an der Knabenschule von Saint-Just-d’Ardèche.
Neben seiner beruflichen Tätigkeit engagierte sich Chiron in seiner Freizeit in besonderem Maße für die Mitmenschen in den Gemeinden, in denen er lebte und lehrte. So gründete er eine Gesellschaft für Gegenseitige Hilfe in der Schule, einen Gymnastik-, Schützen- und Tierschutzverein und arbeitete unentgeltlich in der Erwachsenenbildung.

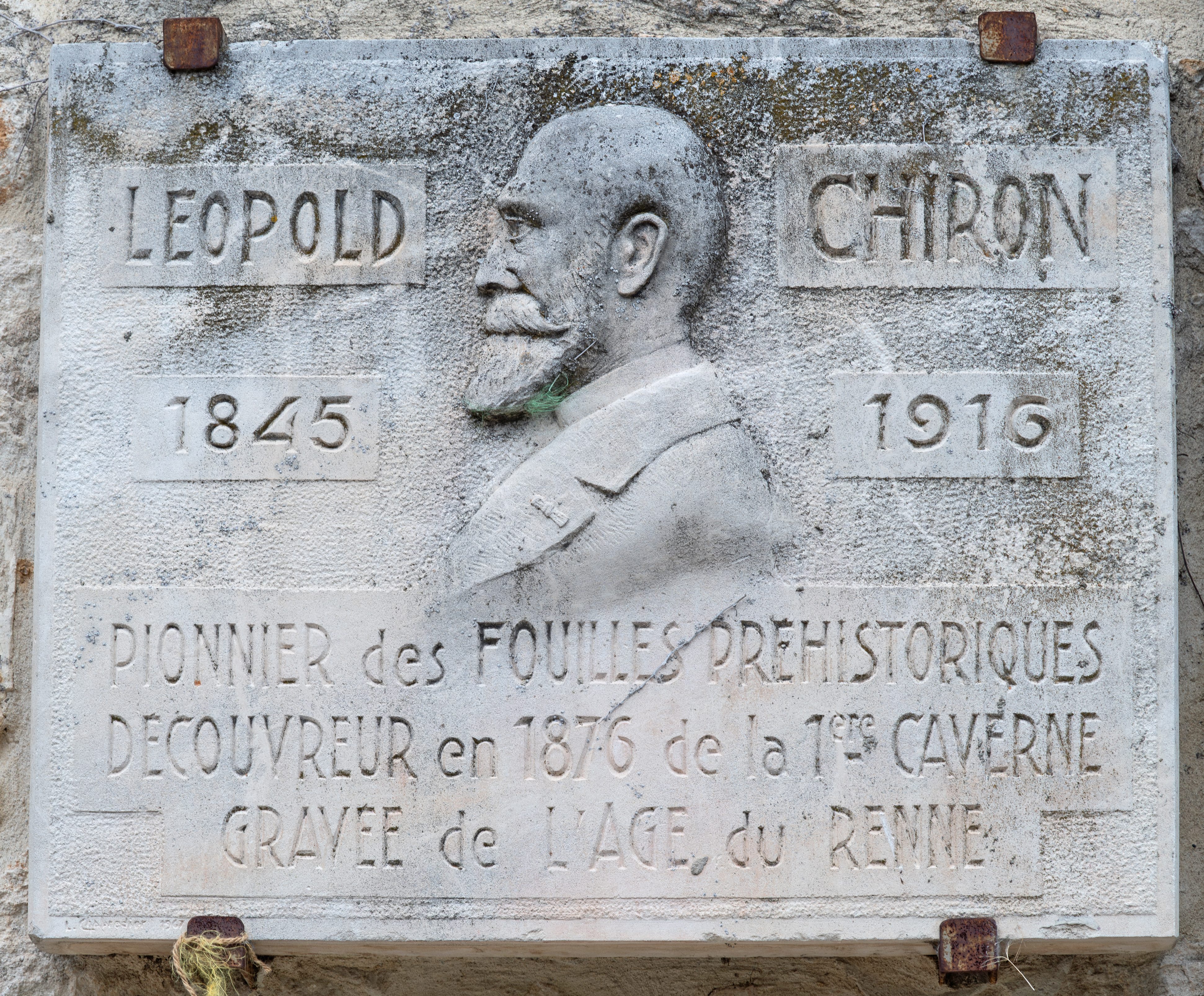
Gedenktafel an der Ostfassade des Rathauses in Saint-Martin-d’Ardèche

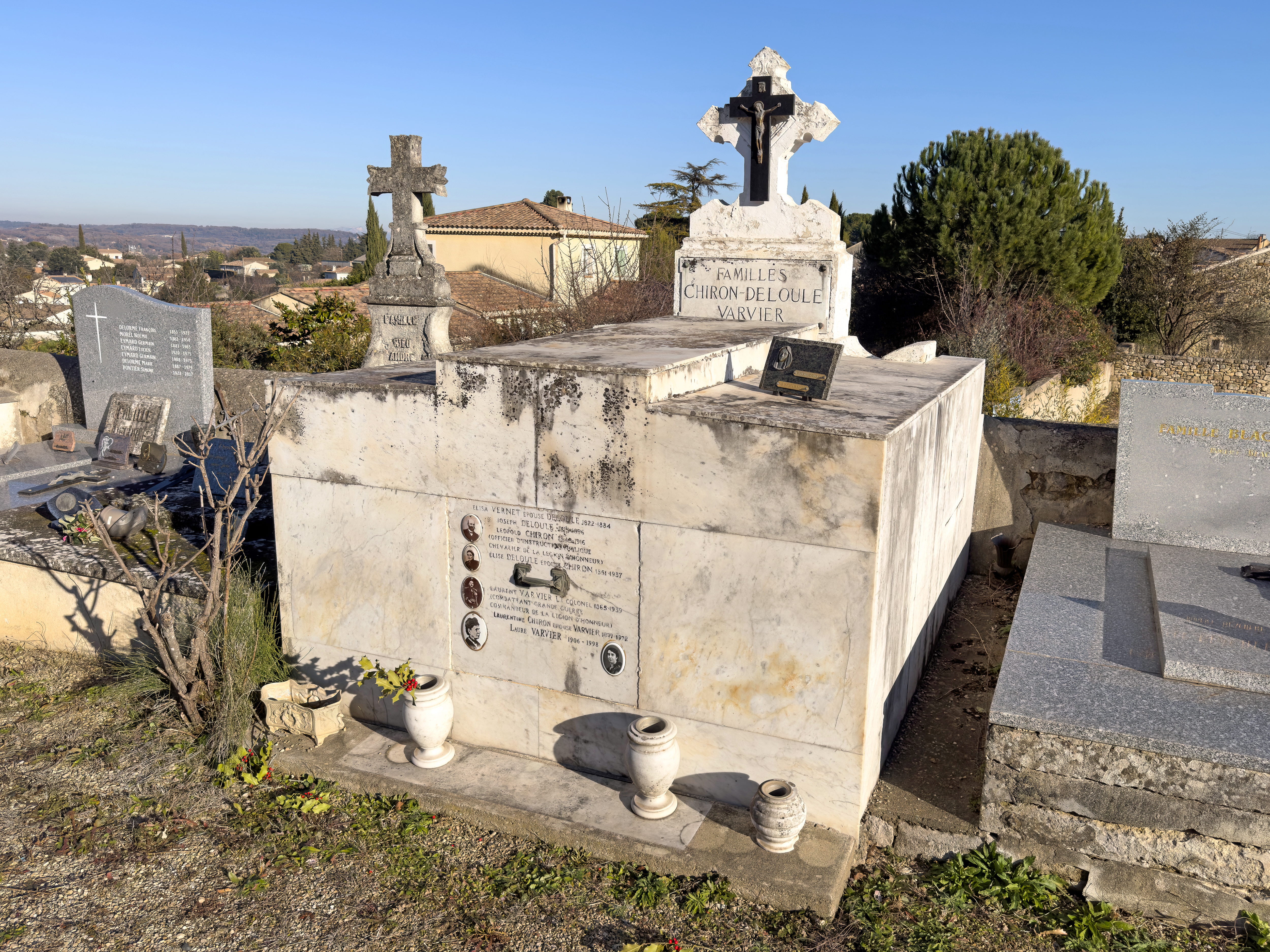
Chirons Grabstätte auf dem Friedhof von Saint-Julien-de-Peyrolas

Léopold Chiron interessierte sich Zeit seines Lebens für Geschichte und Archäologie. Er begab sich häufig mit einem Lehrerkollegen auf die Suche nach Megalithen und unternahm ab etwa 1860 Ausgrabungen an zahlreichen Dolmen des Bas-Vivarais wie z. B. den Dolmen de La Lône, de Champvermeil, du Pradinas, du Pouza und dem Dolmen de Beauregard. Gallorömische Ausgrabungen führten ihn nach Orange, Alba-la-Romaine und Laudun-l’Ardoise.
Chiron entdeckte 1876 gravierte Darstellungen an den Höhlenwänden der Grotte Chabot, die er in zeitlichen Zusammenhang mit den dort von ihm geborgenen, rund 20.000 Jahre alten Steingeräten des Solutréen brachte. Seine Erkenntnisse vermeldete er erstmals 1878 in der „Revue du Vivarais“, im Jahr vor dem Bekanntwerden der Deckenmalereien in der Höhle von Altamira in Nordspanien. Er war somit die erste Person in Europa, die den jungpaläolithischen Ursprung frankokantabrischer Parietalkunst erkannte. Etablierte Prähistoriker bestätigten Chirons zeitliche Einordnung ab 1899, nachdem im Liniengewirr einige Darstellungen eiszeitlicher Mammute erkannt worden waren. Das Inventar und die Wandkunst, die Chiron am gegenüberliegenden Ardècheufer in der Grotte du Figuier vorfand, sind denen der Grotte Chabot derart ähnlich, dass von einer zeitgleichen Begehung beider Höhlen ausgegangen wird.
Léopold Chiron dokumentierte seine archäologischen Funde und Befunde außergewöhnlich akribisch. Er fertigte Zeichnungen und Fotografien an, analysierte und inventarisierte jeden Einzelfund und veröffentlichte regelmäßig seine Erkenntnisse. Von den Gravierungen in der Grotte Chabot fertigte er Lottinoplastien und mindestens fünf  Fotos auf Glasplatten an. Durch seine Grabungen erweiterte er nicht nur die eigene Sammlung, eine Vielzahl der gefundenen Objekte gab er an Museen weiter in Privas, Montélimar, Lyon, Bagnols-sur-Cèze und Saint-Étienne. Aus seinem Nachlass finden sich Stücke heute im Musée d’Archéologie Nationale in Saint-Germain-en-Laye und in der Cité de la préhistoire de l'aven d’Orgnac. Das von ihm eingerichtete Schulmuseum in Saint-Just-d’Ardèche umfasst rund 3.000 Artefakte der Steinzeit, der Gallorömischen Kultur und des Mittelalters.
1897 wurde er mit der Medaille der Französischen Gesellschaft für Archäologie geehrt.
Per Dekret vom 18. Juni 1904 wurde er für seine Verdienste zum Ritter der Ehrenlegion (Chevalier de la Légion d’Honneur) ernannt.
Seit September 2012 ist der Rathausplatz in Saint-Martin-d’Ardèche nach ihm benannt (Place Léopold Chiron).
Der Archäologe Jacques Goury fand 1993 im Bestand eines Gebrauchtwarenhändlers in Saint-Paulet-de-Caisson 269 Fotografien auf Glasplatten aus Chirons Nachlass und spendete sie dem Archiv des Département Gard. Die Digitalisate sind seit 2020 auf einer Webseite des Archivs frei zugänglich.

## Veröffentlichungen
- La grotte du Figuier à Saint-Martind’Ardèche. In: Bulletin de la Société d’anthropologie de Lyon, Band 7, 1888, S. 199–201.
- Cavernes à ossements: grotte du Grand-Louret, grotte obscure et grotte du Figuier. In: Revue historique, archéologique, littéraire et pittoresque du Vivarais illustrée, Band 1, Nr. 7, 1893, S. 297–301.
- Le Moustier dans le Vivarais : grottes Néron, du Trou de Renard et du Figuier. In: Revue historique, archéologique, littéraire et pittoresque du Vivarais illustrée, Band 1, Nr. 9, 1893, S. 393–397.
- Le Magdaléen (sic!) dans le Bas-Vivarais. In: Revue historique, archéologique, littéraire et pittoresque du Vivarais illustrée, Band 1, Nr. 10, 1893, S. 437–442.
- mit Claude Gaillard, L’Industrie et la faune des grottes Chabot et du Figuier sur les bords de l’Ardèche, Schleicher frères, Paris, 1911.